# Cedusa pedusa
Cedusa pedusa är en insektsart som beskrevs av Waldo Lee McAtee 1924. Cedusa pedusa ingår i släktet Cedusa och familjen Derbidae. Inga underarter finns listade i Catalogue of Life.